# Sext Licini
Sext Licini (en llatí Sextus Licinius) va ser un senador romà. Pertanyia a la gens Licínia, d'origen plebeu.
L'1 de gener del 86 aC Gai Mari va prendre possessió del seu setè consolat i la primera ordre que va donar va ser de tirar-lo des de dalt de la roca Tarpeia, lloc d'execució dels enemics de l'estat.